# Terrorizer (Musikmagazin)
Terrorizer (engl. ‚Terrorist‘) ist ein britisches Musikmagazin, das sich auf die extremeren Spielarten des Metal, wie Black Metal, Death Metal und Thrash Metal, spezialisiert hat. Seit 1993 erschienen bei dem Londoner Verlag Dark Arts Ltd. mehr als 200 Ausgaben, derzeit in vierwöchentlichem Rhythmus mit 13 Ausgaben pro Jahr.
Jeder Ausgabe liegt heute neben einem Poster ein Sampler namens Fear Candy bei, darüber hinaus erscheint das Magazin in unregelmäßigen Abständen mit weiteren CD-Beilagen. Zu Beginn erschienen in unregelmäßigen Abständen drei Beilagen unter dem Namen Noize Pollution, die ersten beiden dabei als MC, die dritte als CD. Ab 1998 wurden regelmäßige Sampler-Beigaben (Terrorized) eingeführt, zuerst alle vier Ausgaben, später häufiger.
Seit 2002 erscheinen zu diversen Subgenres des Rock und Metal besondere Ausgaben. Diese Specials behandeln auch für das Magazin sonst untypische musikalische Subgenres wie Punk und Power Metal und erstrecken sich teilweise über mehrere aufeinanderfolgende Ausgaben. Sie umfassen üblicherweise Interviews, Rückblicke, Behandlung regionaler Szenen, Best-Of-Listen und zum Thema passende Sampler-Beilagen.